# Rete tranviaria di Rotterdam
La rete tranviaria di Rotterdam è la rete tranviaria che serve la città olandese di Rotterdam. È composta da otto linee.
Per i viaggi è utilizzabile una smart card contactless, la OV-chipkaart, utilizzabile oltre che sulla rete tranviaria di Rotterdam, su tutti i trasporti pubblici terrestri di linea dei Paesi Bassi.